# Centros Comunitarios de Aprendizaje
Centros Comunitarios de Aprendizaje (CECODAP) es una organización social sin fines de lucro venezolana, dedicada a la protección y participación de los niños, niñas y adolescentes. Es un centro de formación, producción metodológica, movilización y generación de opinión para la promoción y defensa de los derechos de la infancia y la adolescencia. Realiza campañas informativas para divulgación la Prevención y Educación contra el Abuso Sexual Infantil. Agresiones a menores, Alimentación y Violencia.
Medios de comunicación tales como Reuters han citado a Cecodap, así como informes de investigación realizados por la Comisión Interamericana de Derechos Humanos (CIDH).

## Historia
En el año 1984 nace Cecodap, en el barrio el Ciprés, Macarao-Caracas, como una experiencia no convencional de atención preescolar con participación de la familia y la comunidad. En sus inicios, Fernando Pereira, uno de sus fundadores explicó que nacieron como resultado un programa de investigación y acción enmarcado en los estudios en educación en el Centro Experimental para el aprendizaje permanente (CEPAP). Dos años después de fundada ya servían a 180 niños
En 1988 se llevó a cabo el encuentro internacional "El Estado y las organizaciones no gubernamentales, estrategias para la familia", organizado por el Ministerio de la Familia. Allí Cecodap coordinó el área dedicada a los niños y la familia. También participaron otras organizaciones tales como UNICEF, PROVEA y Fe y Alegría. 
Cecodap en continuos informes de investigación ha puesto de manifiesto la situación que afrontan los niños, niñas y adolescentes en Venezuela, específicamente en lo que se refiere al acceso a medicamentos esenciales y de alto costo y la violencia.

## Acciones judiciales a favor de la infancia en Venezuela
El 25 de enero de 2016, Cecodap consignó ante el Tribunal Décimo Cuarto (14°) de Primera Instancia de Mediación, Sustanciación y Ejecución del Circuito Judicial de Protección de Niños, Niñas y Adolescentes del Área Metropolitana de Caracas una solicitud de medida preventiva anticipada frente a la escasez de medicamentos esenciales para niños, niñas y adolescentes. El propósito de esta solicitud era exigir que el Ministerio del Poder Popular para la Salud adoptara un conjunto de medidas que prioricen la distribución, suministro y acceso inmediato y gratuito de medicamentos esenciales para los niños, niñas y adolescentes en los centros y servicios de salud bajo su dependencia y administración.
El 11 de febrero de 2016, irrespetando los lapsos previstos en la ley, el Tribunal de Protección a cargo del Juez Iván Cedeño negó las medidas solicitadas bajo el argumento que no hay pruebas “fehacientes” que indiquen un desabastecimiento de medicamentos. Asimismo la sentencia indicó que son las familias las responsables en garantizar el acceso a los medicamentos de los niños.
El 13 de abril de 2016 se realizó la audiencia de apelación ante el Tribunal el Superior Tercero del Circuito Judicial de Protección de Niños, Niñas y Adolescentes del Área Metropolitana de Caracas y Nacional de Adopción Internacional a cargo del Juez Oswaldo Tenorio.
El 16 de mayo de 2016, un mes después de la audiencia el Tribunal de Alzada negó por segunda vez las medidas solicitadas. La acción legal llevó 20 casos expuestos en el expediente de niños afectados, pero fue negada por “falta de pruebas”.
Cecodap introduce un recurso de control de legalidad ante la Sala de Casación Social del Tribunal Supremo de Justicia. La sentencia del 16 de septiembre de 2016 lo encontró innaccesible.
Cecodap solicita que la Sala Constitucional del Tribunal Supremo de Justicia revise la decisión de la Sala de Casación Social y otorge protección a los niños. La sentencia del 27 de octubre de 2017 lo declaró inadmisble.
El 22 de diciembre de 2017 Cecodap junto con otras organizaciones no gubernamentales solicitaron a la Comisión Interamericana de Derechos Humanos Medidas Cautelares a favor de los niños y niñas que se encuentran en el área de Nefrología del Hospital  José Manuel de los Ríos debido a los graves problemas de desabastecimiento que padece el hospital, siendo este el más grande de especialidades pediátricas en Venezuela.

## Crisis en el acceso a medicamentos de los niños, niñas y adolescentes en Venezuela
El 13 de octubre de 2015 el Comité sobre Derechos del Niño de Naciones Unidas emitió sus Observaciones Finales (CRC/C/VEN/CO/3-5) sobre el cumplimiento de la Convención sobre los Derechos del Niño por parte de Venezuela. En dichas recomendaciones el Comité manifestó su preocupación sobre las limitaciones en la atención de salud a niños, niñas y adolescentes debido a la situación de los hospitales y carencia de medicamentos importantes. En este sentido, este órgano indicó que:
“52. El Comité acoge con satisfacción las medidas adoptadas por el Estado parte para reducir la mortalidad de niños menores de 5 años y aumentar la cobertura de la vacunación. Sin embargo, el Comité está profundamente preocupado por las elevadas tasas de mortalidad materna y la falta de información sobre las medidas adoptadas para su reducción. También preocupa al Comité la falta de datos sobre la práctica de la lactancia materna. Le preocupan asimismo las informaciones según las cuales en algunos hospitales no están disponibles para los niños, niñas y adolescentes algunos servicios médicos y/o profesionales de la medicina y/o medicamentos importantes”.
El 19 de junio de 2015 el Comité de Derechos Económicos Sociales y Culturales de Naciones Unidas emitió sus Observaciones finales (E/C.12/VEN/CO/3) sobre el tercer informe periódico de Venezuela en relación con el Pacto International de Derechos Económicos, Sociales y Culturales. En estas observaciones el Comité manifestó su preocupación sobre la crítica situación que enfrenta el sistema salud en el país, debido a la grave escasez y el suministro irregular de insumos, medicinas, material médico quirúrgico y equipos médicos. Así mismo, le preocupa el deterioro en que se encuentran algunos hospitales y la información sobre la falta de personal médico.

El 22 de julio de 2016 la Comisión Interamericana de Derechos Humanos publicó un comunicado exhortando al Estado Venezolano a los fines de tomar medidas frente a la escasez que afecta los derechos a la salud y la alimentación:
“... lamenta la apremiante situación de agudo desabastecimiento y escasez de medicamentos, insumos médicos y alimentos en Venezuela. Esta situación ha conducido a un deterioro muy significativo de las condiciones de vida en el país y en un incremento de la violencia, lo que resulta en daños para la salud, la integridad personal y la vida de las personas, en detrimento de los derechos protegidos por los instrumentos interamericanos y universales de derechos humanos”. “La CIDH exhorta al Estado a adoptar medidas urgentes de política pública con un enfoque de derechos humanos, las cuales consideren las condiciones especiales de las personas, grupos y colectividades en situación de vulnerabilidad como los niños y las niñas, las mujeres embarazadas, los adultos mayores, y las personas con discapacidad y con enfermedades crónicas, entre otros, y atienda a las necesidades básicas de la población para garantizar sus derechos a la salud y a la alimentación de acuerdo con las normas internacionales”
El 15 de julio de 2017 Cecodap, en representación de varias Organizaciones No Gubernamentales, alertaron de que en las protestas de ese año los niños buscaban en la calle el reconocimiento y la comida que no había en sus casas.
El 12 de febrero de 2018 la Comisión Interamericana de Derechos Humanos presentó su informe sobre la situación de derechos humanos en Venezuela donde manifestó especial preocupación por la situación que enfrentan las mujeres embarazadas y los niños, niñas y adolescentes . 
Según el Boletín Epidemiológico del año 2016 se registraron un aumento de las muertes infantiles en  30% con relación al año 2015. Asimismo, 756 mujeres murieron durante el parto lo que significa un aumento de 65.79% con respecto al año anterior. Con relación a la situación de los neonatos se registró un aumento de la mortalidad en 25% con respecto al año anterior. Cabe destacar que este Boletín tenía dos años sin ser publicado.
 

El 21 de febrero de 2018 La Comisión Interamericana de Derechos Humanos otorgó Medidas Cautelares  (1039-17) a los niños y niñas que se encuentran en el área de nefrología del Hospital José Manuel de los Ríos:
"...la Comisión considera que las niñas y niños que se encuentran en el área de Nefrología del Hospital José Manuel de los Ríos se encuentran en una situación de gravedad y urgencia, toda vez que sus derechos enfrentan un riesgo de daño irreparable. Por consiguiente, con base en el artículo 25 de su Reglamento, la Comisión requiere a Venezuela que: a) adopte las medidas necesarias para garantizar la vida, integridad personal y salud de las niñas y los niños pacientes del área de Nefrología del Hospital José Manuel de los Ríos en Caracas. En particular, la Comisión considera que las autoridades deben proporcionar un tratamiento médico que tome en cuenta, entre otros aspectos, el acceso a los medicamentos y procedimientos requeridos, conforme a las recomendaciones de los expertos correspondientes, así como la satisfacción de sus necesidades nutricionales y otras medidas complementarias, a la luz de su interés superior; b) adopte las medidas necesarias a fin de asegurar que las condiciones de salubridad y seguridad del área de Nefrología en donde se encuentran las niños y los niños sean las adecuadas, conforme a los estándares internacionales aplicables; c) concierte las medidas a implementarse con los beneficiarios y sus representantes; y d) informe sobre las acciones adelantadas tendientes a investigar los hechos que dieron lugar a la adopción de la presente resolución y así evitar su repetición"

## Informes de Investigación
El informe Somos Noticia es publicado anualmente para conocer y monitorear la situación de los derechos de niños, niñas y adolescentes a la vida, la integridad personal, y a recibir la protección debida en situaciones de violencia. Es una medición anual que se realiza hace trece años, con fundamento en lo establecido en el Art. 19 de la Convención sobre los Derechos del Niño. El estudio examina las características y magnitudes de distintos tipos de violencia que afectan el desarrollo y la protección integral de la niñez en Venezuela. Este informe reveló que más de 205 menores de edad fallecieron por desnutrición durante el año 2017 en Venezuela. Así como también 270 menores murieron por contaminación intrahospitalaria, 92 por falta de medicamentos y fueron documentados 311 casos de trabajo infantil. La investigación reveló además que durante el año 2017 se registraron 1.134 muertes de niños, niñas y adolescentes por homicidios o resistencia a la autoridad.

## Programas
- Creciendo sin Violencia: busca ofrecer un servicio de atención psicológica especializada a niños, niñas y adolescentes, así como acompañar a familias y docentes en el manejo de  problemáticas especialmente las relacionadas con la violencia.
- Aprender con Calidez: serie documental que explora la educación venezolana en la actualidad, proyectando la mirada sensible y humana de docentes que innovan y llevan al aula, estrategias creativas para seguir conquistando a sus estudiantes y revalorar la experiencia educativa. Un esfuerzo de Cecodap desarrollado en el marco de la campaña para la prevención de la violencia y promoción del buen trato[21] que ejecuta con el apoyo de la Unión Europea y Save the Children Internacional.[22]

- Cursos de Formación Continua en alianza con la Universidad Católica Andrés Bello (UCAB).
- En asociación con La vida de nos se explora cómo viven el proceso migratorio los niños que se quedan en Venezuela, y qué son dejados atrás por padres y familiares que deben migrar y quedan bajo el cuidado de otros familiares o cuidadores.

## Publicaciones
- * Cuando las jaulas dejen de ser jaulas: Este libro presenta herramientas que allanan el camino para transformar nuestra educación en centros con aulas puertas abiertas para que el encuentro, la creatividad, la resolución pacífica de conflictos, la formación ciudadana, la lectura crítica de lo que acontece, posibiliten que la democracia se viva y se defienda desde los primeros años.
- * Acoso escolar Qué hacer? Este libro presenta herramientas que allanan el camino para transformar nuestra educación en centros con aulas puertas abiertas para que el encuentro, la creatividad, la resolución pacífica de conflictos, la formación ciudadana, la lectura crítica de lo que acontece, posibiliten que la democracia se viva y se defienda desde los primeros años.
- * Adolescente en casa Qué hago? Este libro presenta rutas, alternativas, estrategias para llegar a los corazones de nuestros adolescentes y formarlos como personas responsables, que puedan asumir las consecuencias de sus actos, que conozcan y respeten los límites que le permiten respetarse y respetar a los demás, con una disciplina acorde a su edad y desarrollo, ya no son niños, tampoco adultos, son adolescentes y debemos tratarlos y formarlos como tal.
- * Yo promuevo el buen trato y tu? Es un recurso para implementar estrategias de participación que posibiliten mejorar la convivencia escolar con la participación de los y las estudiantes, a través de la mediación, resolución de conflictos y otras actividades que permiten, en casos concretos, poner en práctica lo aprendido. Autores: Fernando Pereira y Oscar Misle.

## Reconocimientos
- Premio Caracas Ciudadana de la Alcaldía Metropolitana (2014)
- Premio Dejando Huellas, Grupo Manos (2014)
- Premio Paulo Freire, ACES (2011)
- Premios ANDA. Estatuilla de Oro, Categoría Audio-Imagen Corporativa (2009)
- Orden Derechos de la Niñez en su primera clase (2007)
- Orden Niños y Niñas de Chacao Consejo Municipal de Derechos del Niño y del Adolescente (2007)
- Premios ANDA. Estatuilla de Bronce, Categoría Audiovisual-Responsabilidad Social Empresarial (2007)
- Premios ANDA. Estatuilla de Oro, Categoría TV: Servicios Públicos y Bien Público (2005-2006).
- Orden José Félix Ribas en su única clase, Cabildo Infantil y Juvenil de Caracas, Municipio Libertador (2004)
- Premio de Comunicación “Monseñor Pellín” (1998)
- Premio de Derechos Humanos “Mons. Romero” (1998)
- Premio de Educación “Arturo Uslar Pietri” (1998).